# Hird

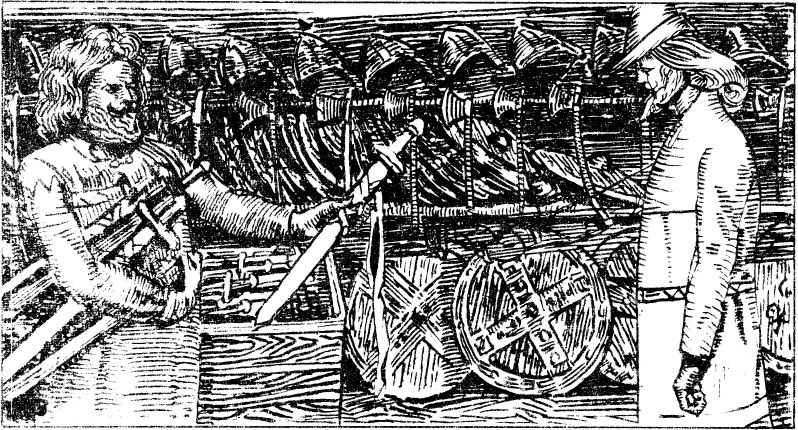
Christian Krohg: Ilustración para la saga de San Olav, edición de Heimskringla 1899.
nn: «El rey Olav le da una espada a Sigvat el escaldo».

El hird (nórdico antiguo: hirð), en la historia de Noruega, era un séquito informal de compañeros de armas durante la Edad Media, a veces también llamados huscarles, pero lejos de ser un núcleo fuerte de "guardias" al servicio de la corona como ejército real, desarrollaron un tipo de corte noble más cercana a una unidad familiar.
El término procede del vocablo en nórdico antiguo hirð, y también existe en anglosajón hir(e)d 'familia, séquito, corte' o quizás derive del cognitivo antiguo alto alemán heirat 'matrimonio', ya que ambos pueden significar asimismo "cuerpo de hombres". Este término se utiliza igualmente a menudo en las sagas nórdicas y los códices de leyes, es un término medieval - las sagas se escribieron durante el siglo XII principalmente usando la lengua de su tiempo. Existe incertidumbre de cómo fue reemplazado el término, aunque en danés hlid o lið se usó en diversas fuentes danesas para los guerreros vikingos seguidores de Canuto el Grande.
Durante el reinado de Haakon IV de Noruega (1204–1263) el hird noruego no estaba enfocado exclusivamente a una función militar y tuvo ciertas subdivisiones basadas en formas continentales, como los escuderos (kertilsveinr, literalmente "hombres del cirio", quienes portaban los cirios que iluminaban los ceremoniales del hird), hombre de armas (hirdmenn) y caballeros (skutilsveinr, literalmente "hombres de la mesa"). Hubo también gestir para castas bajas, quienes recibían solo media paga y servían como una especie de servicio de inteligencia, pero no les estaba permitido compartir la mesa real para los ágapes, a excepción de Navidad y Pascua, cuando el hird se reunía en su totalidad y se recitaba el código de leyes, el Hirdskraa. Los niveles más altos del hird estaban ocupados por un número de oficiales de alto rango, al que se sumaba otro numeroso grupo de oficiales de fuera. En algún momento durante el reinado de Magnus VI las viejas leyes del hird se incorporaron al Hirdskraa. Durante el reinado de Haakon V (1299–1319) los títulos nobiliarios se adaptaron exclusivamente en favor de los existentes en el resto de Europa, aunque existió un énfasis particular en resaltar el hird real noruego como una comunidad de iguales, una corporación caballeresca de guerreros donde el rey era el primero entre los iguales.

## Hirdman
Hirdman (plural Hirdmen) es una palabra escandinava, especialmente en noruego y sueco, que significa literalmente miembro del hird. Se usó originalmente como título, incluso en la mitología nórdica, para compañeros informales o séquito de los poderosos, a menudo en los tiempos del paganismo nórdico, asignado a compañeros de armas.
Cuando el hird real noruego evolucionó a una corte formal, los hirdman ostentaban el rango más alto y se les permitía compartir asiento en los consejos reales (la forma feudal de un gabinete de consulta) y con derecho a palabra en asuntos de gobierno y otros temas importantes.
Durante el gobierno nazi y colaboracionista de Vidkun Quisling, la palabra recuperó su sentido original de guerreros para sus tropas (Hirden).

## Presencia del hird en las sagas nórdicas
- Sagas reales: Fagrskinna, Heimskringla, Óláfs saga helga.
- Sagas islandesas: Saga de Egil Skallagrímson, Fornmanna Sögur en Hulda-Hrokkinskinna.

- Datos: Q429054